# Паульсон, Оскар Александрович
Оскар (Оскар-Густав) Александрович (Августович) Паульсон (7 апреля 1860, Феллин, Лифляндская губерния — 31 декабря 1925, Ленинград) — русский архитектор. Автор ряда зданий в Санкт-Петербурге и Ломоносове.

## Биография
Родился в 1860 году в Вильянди в семье балтийских немцев. Отец — Густав Александр Паульсон (нем. Gustav Alexander Paulson; 1823—1913) был педагогом, членом Тартуского общества камерной музыки. 
Состоял в студенческой корпорации Livonia. С 1879 года учился в Академии Художеств. В 1883 году получил малую и большую серебряные медали и тогда же окончил курс наук; в 1884 — малую золотую медаль за «проект мужского монастыря». В 1886 году удостоен звания классного художника 2-й степени.
Архитектор Клинического института Великой княгини Елены Павловны, Ораниенбаумских дворцов. Действительный член Петербургского общества архитекторов (с 1900 года). Надворный советник.
Проживал в Петербурге по адресу: Фурштатская улица, 13 (1898—1925). Скончался 31 декабря 1925 года в Ленинграде.

## Проекты и постройки

### Санкт-Петербург
- Часовня для отпевания при Клиническом институте Великой княгини Елены Павловны. Кирочная улица, 41 лит. Д (по Парадной улице) (1904—1905)[6][2]  ОКН № 7831839010№ 7831839010.
- Патологоанатомический павильон Клинического института Великой княгини Елены Павловны. Кирочная улица, 41 лит. О, двор (1904—1906)[6]  ОКН № 7831839012№ 7831839012.

### Ломоносов
- Каменное зало (надстройка колокольни). Верхний парк (1902, перестроено);
- Петровский мост. Верхний парк (1910);
- Серебряные кладовые. Верхний парк, 1Б (1909—1911);
- Комплекс зданий Дворцовой электростанции. Верхний парк, 3 (1909—1911);
- Комплекс зданий детского приюта герцогов Мекленбург-Стрелицких (перестройка). Еленинская улица, 13 (1912).